# Perseidas

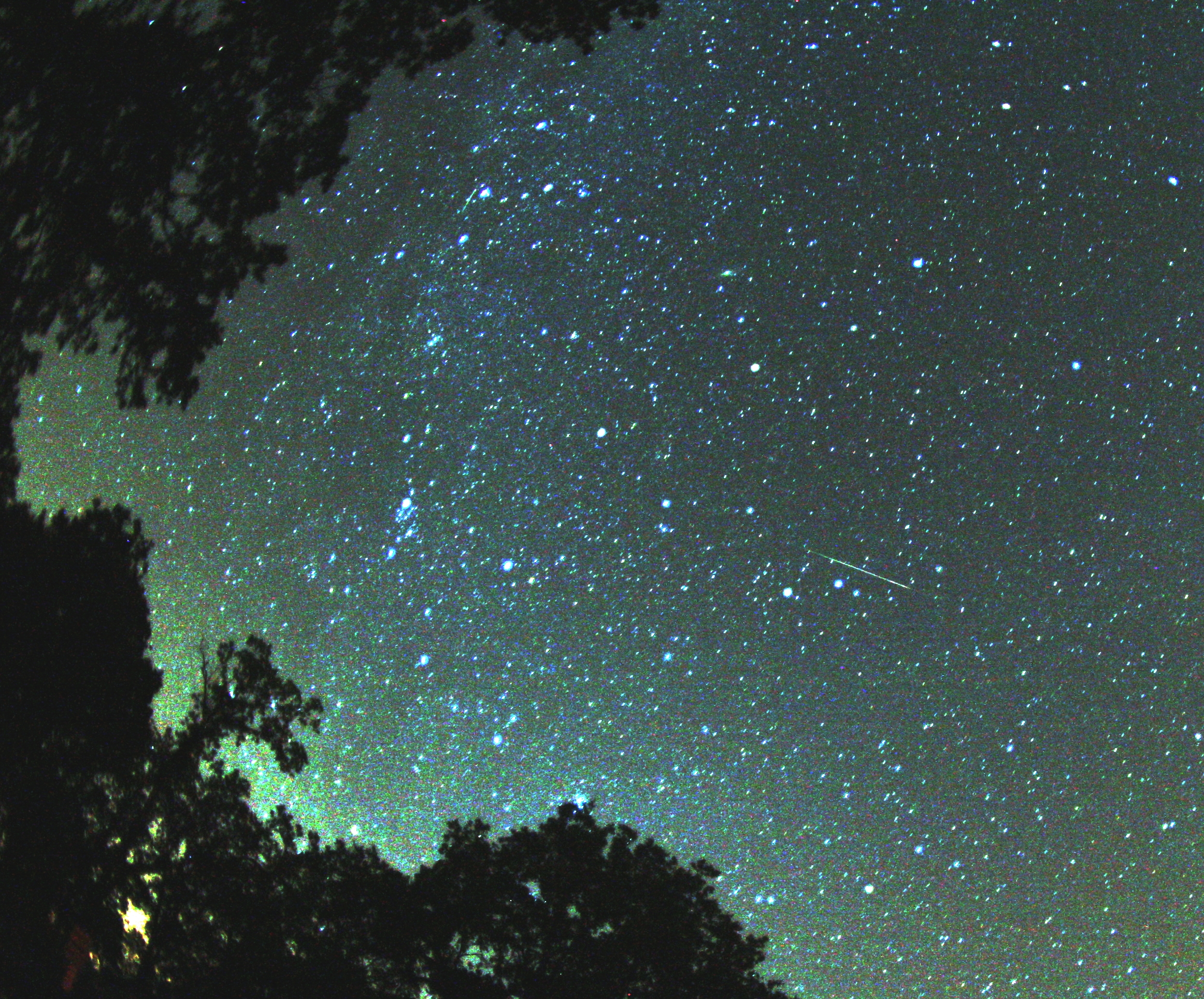
Uma perseida sobre o fundo da Via Láctea

As Perseidas ou Perséiades são uma prolífica chuva de meteoros associada ao cometa Swift-Tuttle. São assim denominadas devido ao ponto do céu de onde parecem vir, o radiante, localizado na constelação de Perseus. As chuvas de meteoros ocorrem quando a Terra atravessa um rastro de meteoróides. Neste caso o rastro é denominado de nuvem Perseida e estende-se ao longo da órbita do cometa Swift-Tuttle. A nuvem consiste em partículas ejetadas pelo cometa durante a sua passagem perto do Sol. A maior parte do material presente na nuvem atualmente, tem aproximadamente 1.000 anos. No entanto, existe um filamento relativamente recente de poeiras neste rastro proveniente da passagem do cometa em 1862.

## Observação
O fenômeno é visível anualmente a partir de meados de Julho, registrando-se a maior atividade entre os dias 8 e 14 de Agosto, ocorrendo o seu pico por volta do dia 12. Durante o pico, a taxa de estrelas cadentes pode ultrapassar as 60 por hora. Podem ser observadas ao longo de todo o plano celeste, mas devido à trajetória da órbita do cometa Swift-Tuttle, são observáveis essencialmente no Hemisfério Norte.
A famosa chuva de estrelas das Perseidas tem sido observada ao longo dos últimos 2.000 anos, com a primeira descrição conhecida deste fenômeno registrada no Extremo Oriente no ano 36. Na Europa recém cristianizada, as Perseidas tornaram-se conhecidas como Lágrimas de São Lourenço.
De forma a viver esta experiência ao máximo, a chuva deverá ser observada numa noite limpa e sem lua, a partir de um ponto afastado das grandes concentrações urbanas, onde o céu não se encontre afectado pela poluição luminosa. As Perseidas possuem um pico relativamente grande, pelo que o fenómeno pode ser observado ao longo de várias noites. Em qualquer uma destas, a atividade começa lentamente ao anoitecer, aumentando subitamente por volta das 23h, quando o radiante atinge uma posição celeste relativamente elevada. A taxa de meteoros aumenta de forma contínua ao longo da noite, atingindo o pico pouco antes do amanhecer, aproximadamente 1½ a 2 horas antes do nascer do sol.
As Perseidas são meteoros velozes e brilhantes que por diversas vezes deixam rastros que podem durar alguns segundos. Também são frequentes as aparições de meteoros muito brilhantes que geram clarões no céu, os chamados bólidos.

### 2007
As Perseidas atingiram o seu pico na noite de Lua nova de Domingo para Segunda (12-13 de Agosto), e puderam ser observadas de qualquer ponto no Hemisfério Norte. O seu ponto radiante situou-se perto do limite entre as constelações de Perseus e Cassiopeia.
A taxa de meteoros, para um observador num local escuro nas latitudes temperadas do Hemisfério Norte, aumentou entre 30 por hora nas primeiras horas do Sábado, 11 de Agosto, passando a 45 por hora no Domingo, dia 12 de manhã e cerca de 80 por hora antes da aurora de Segunda-feira, dia 13.

### 2008
As Perseidas voltaram a estar activas entre 17 de Julho e 24 de Agosto de 2008, sendo que o seu pico foi atingido no dia 13 de Agosto.

### 2009
Em 2009 as Perseidas voltaram a estar activas a partir do dia 14 de Julho. O pico de actividade deu-se nos dias 11 e 12 de Agosto. Nessa data o Google comemorou o evento colocando um logótipo temático mostrando a chegada das Perseidas desse ano.

### 2010
Em 2010, essa chuva de meteoros começou por volta do dia 23 de julho e continuou até o dia 20 de agosto. Durantre a madrugada do dia 13 de agosto, o fenómeno pôde ser observado a olho nu em muitas partes do mundo, principalmente no Hemisfério Norte.
Nesse ano, o período de máxima intensidade das Perseidas coincidiu com uma conjunção entre a Lua e os planetas Vênus, Saturno e Marte, um evento que também pode ser observado sem a ajuda de um telescópio.

### 2013
Dentre as três chuvas de meteoros mais fortes previstas para este ano, apenas as Perseidas desfrutarão de um céu sem Lua perto de seu pico, previsto para entre os dias 12 e 13 de Agosto próximo. Observações recentes do IMO encontraram para 2013 o máximo entre os dias 12 de Agosto, 13h15, e 13 de Agosto, 01h45 UT. Picos adicionais não estão previstos para este ano. 
Diveroso locais do mundo registraram o pico da chuva, em La Hiruela, na Espanha. O fotojornalista Dani Pozo registrou fotos de longa exposição mostrando os rastros deixados pelas estrelas cadentes.
De acordo com o Observatório Nacional, o fenômeno poderá ser melhor visualizado, até mesmo sem o auxílio de equipamentos, por quem estiver nas regiões Norte e Nordeste do Brasil. Ainda de acordo com o Observatório Nacional, este fenômeno deve ocorrer até o próximo dia 25, no entanto, atinge seu ápice nesta segunda, e o fluxo de entrada de fragmentos é de 10 a 20 meteoros por hora, quantidade que pode chegar até cem por hora.

### 2014
Em 2014, as Perseidas serão vistas a partir do dia 17 de julho até o dia 24 de agosto, com picos nos dias 12 e 13 de agosto.

### 2015

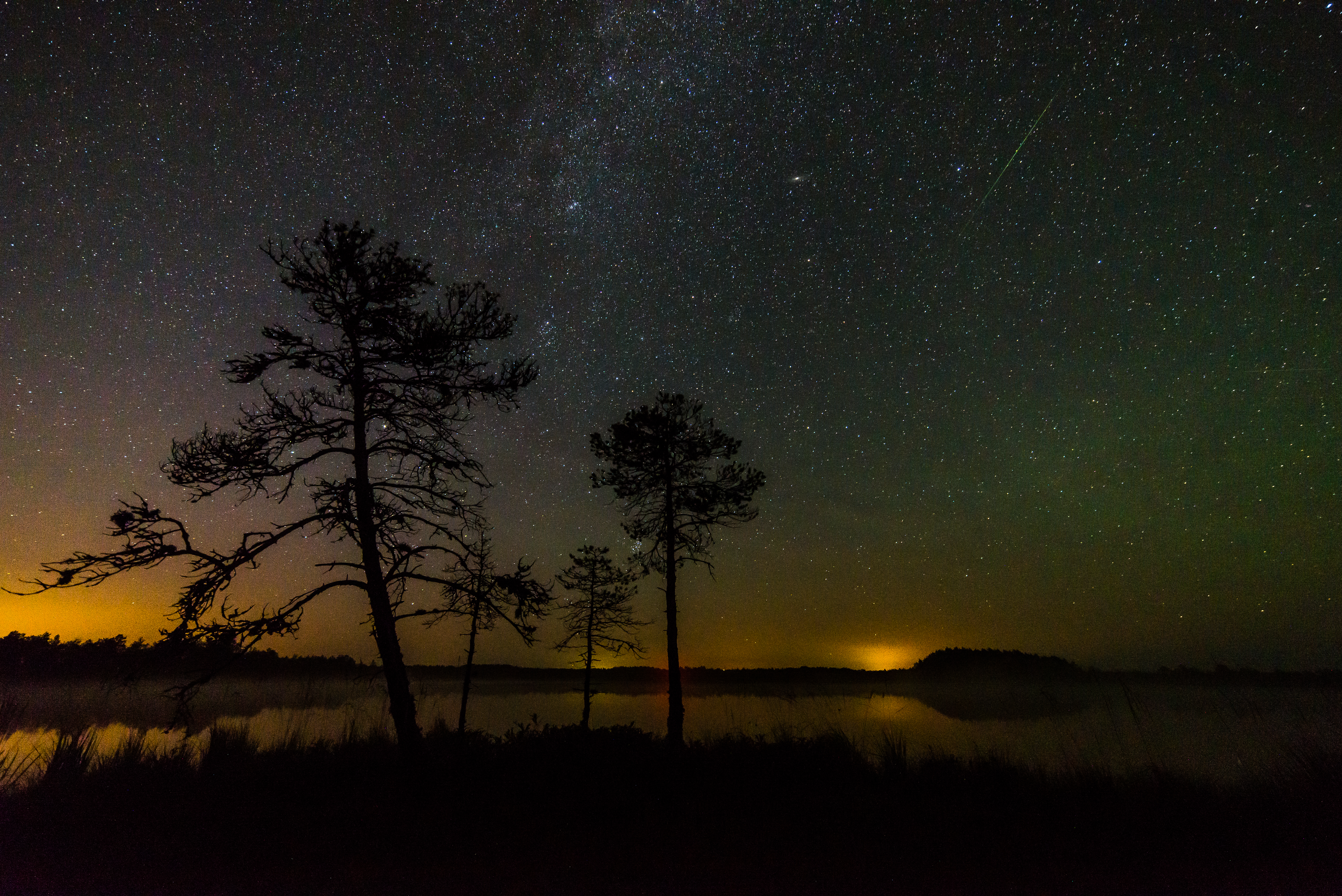
Perseidas (2015). Estónia.

Em 2015, a chuva de meteoros poderá ser contemplada entre os dias 17 de Julho e 24 de Agosto com pico na madrugada do dia 13 de Agosto após as 02:00 AM. Para este ano o fluxo de meteoros esperados são de 50-60 por hora para um céu escuro, longe da poluição das cidades. 
As regiões Norte e Nordeste do Brasil são mais propícias para a observação deste evento, que deve ser contemplado sem auxílio de equipamentos.